# Dichromodes tridenta
Dichromodes tridenta là một loài bướm đêm trong họ Geometridae.